# Mariano José Parra Sandoval
Mariano José Parra Sandoval (* 25. April 1947 in Maracaibo) ist ein venezolanischer Geistlicher und emeritierter römisch-katholischer Erzbischof von Coro.

## Leben
Mariano José Parra Sandoval empfing am 14. August 1971 die Priesterweihe für das Bistum Cumaná.
Papst Johannes Paul II. ernannte ihn am 12. Juli 1994 zum Bischof von San Fernando de Apure. Die Bischofsweihe spendete ihm der Erzbischof von Cumaná, Alfredo José Rodríguez Figueroa, am 19. April desselben Jahres in der Kathedrale von San Fernando de Apure; Mitkonsekratoren waren Mario del Valle Moronta Rodríguez, Weihbischof in Caracas, Santiago de Venezuela, und Roberto Lückert León, Bischof von Coro.
Am 10. Juli 2001 wurde er zum Bischof von Ciudad Guayana ernannt.
Papst Franziskus ernannte ihn am 25. Oktober 2016 zum Erzbischof von Coro.
Am 31. Oktober 2023 nahm Papst Franziskus seinen altersbedingten Rücktritt an.
Vom 8. September 2024 bis zum 3. Mai 2025 verwaltete das vakante Erzbistum Cumaná als Apostolischer Administrator.